# Kroyeria brasiliense
Kroyeria brasiliense is een eenoogkreeftjessoort uit de familie van de Kroyeriidae. De wetenschappelijke naam van de soort is voor het eerst geldig gepubliceerd in 2006 door Thatcher.